# Дені Шарве
Дені Шарве (фр. Denis Charvet; 12 травня 1962, Каор) — колишній французький регбіст, який грав на центральній позиції у клубах «Тулуза» і «Рейсінг 92». Деніс здобув свій перший гол 1 березня 1986 в грі проти Уельсу в Кардіффі. Крім цього, він взяв участь у п'яти матчах розіграних під час Чемпіонату світу з регбі 1987, де Франція програла у фіналі збірній Нової Зеландії з рахунком 29:9.

## Досягнення
- Великий Шолом: 1987
- Топ 14: 1985, 1986, 1989 разом з Тулузою
- Шаленж Ів дю Мануар: 1988 разом з Тулузою